# Florence Lewis
 Florence Parthenia Lewis  (* 24. September 1877 in Fort Scott, Bourbon County, Kansas; † 10. März 1964 in Baltimore, Maryland) war eine US-amerikanische Mathematikerin, Astronomin und Hochschullehrerin.  

## Leben und Werk
Lewis studierte an der University of Texas und erhielt 1897 den Bachelor-Abschluss. 1906 erhielt sie am Radcliffe College in  Cambridge, Massachusetts  den Master-Abschluss.  1913 promovierte sie mit der Dissertation „A Geometrical Application of the Theory of the Binary Quintic“ bei Frank Morley an der Johns Hopkins University in Astronomie und Mathematik. Von 1908 bis 1938 war sie Hochschullehrerin am Goucher College in Towson, Baltimore County (Maryland); sie war bekannt für ihre Studien zur geometrischen Interpretation algebraischer Invarianten.

## Auszeichnungen
Sie war Mitglied der American Astronomical Society und der Astronomical Society of the Pacific. Als langjähriges Mitglied war sie von 1919 bis 1922 Beraterin der American Mathematical Society.

## Nachweise
1. ↑  Alcalde – The University of Texas Alumni Magazine, September 1962, S. 45

| Personendaten    | Personendaten                                         |
| ---------------- | ----------------------------------------------------- |
| NAME             | Lewis, Florence                                       |
| ALTERNATIVNAMEN  | Lewis, Florence Parthenia (vollständiger Name)        |
| KURZBESCHREIBUNG | US-amerikanische Mathematikerin und Hochschullehrerin |
| GEBURTSDATUM     | 24. September 1877                                    |
| GEBURTSORT       | Fort Scott, Bourbon County, Kansas                    |
| STERBEDATUM      | 10. März 1964                                         |
| STERBEORT        | Baltimore, Maryland                                   |